# I figli... so' pezzi 'e core
I figli... so' pezzi 'e core è un film del 1981 diretto da Alfonso Brescia.

## Trama
Tommaso Maffettone è un onest'uomo che tenta di sbarcare il lunario come scaricatore di porto e suonatore ambulante. Nonostante le difficoltà economiche, vive felice in un popoloso condominio assieme alla moglie Matilde. Quando la donna scopre di essere incinta, la coppia è al settimo cielo ma ben presto le cose precipitano, poiché il bimbo muore soffocato dal cordone ombelicale. Alla donna viene inoltre asportato l'utero e quindi non potrà più avere figli. Tommaso decide di adottare un neonato orfano, Feliciello, dicendo alla moglie che è il loro bambino e tacendole la tragica morte della loro creatura. Il bambino è figlio di una relazione extraconiugale tra un certo Lorenzo Berisi (uomo senza scrupoli nonché avvocato) e una ballerina francese  di nome Vivienne. Poco tempo dopo, Matilde muore e Tommaso resta solo con Feliciello da crescere. Si mostra come un padre premuroso e amorevole. Un giorno però il vero padre di Feliciello, Lorenzo Berisi (che aveva abbandonato la fidanzata incinta poi morta dando alla luce Feliciello), riesce a ritrovare il ragazzino e, approfittando della sua ricchezza, del suo potere e della sua attività di avvocato, riesce a strapparlo a Tommaso. Lo scopo di riconoscere il bambino dopo ben 10 anni è quello di impadronirsi dell'eredità della madre naturale di Feliciello che di diritto spetta al bambino.

## Colonna sonora

### Tracce
- Dduje paravise (Ciro Parente - E. A. Mario) - cantata da Mario Merola
- Tatonno se ne va (Valente - Bovio) - cantata da Mario Merola
- 'O vascio (E. A. Mario - Mario Giuseppe Cardarola) - cantata da Mario Merola
- Io, na chitarra e 'a luna (E. A. Mario) - cantata da Mario Merola
- Chiove (Nardella - Bovio) - cantata da Michele Esposito
- 'E figlie (Libero Bovio - Ferdinando Albano) - cantata da Mario Merola